# Tibellus poonaensis
Tibellus poonaensis är en spindelart som beskrevs av Benoy Krishna Tikader 1962. Tibellus poonaensis ingår i släktet Tibellus och familjen snabblöparspindlar. Inga underarter finns listade i Catalogue of Life.